# بوسیده آتش
«بوسیدهٔ آتش» پنجمین قسمت از فصل سوم سریال تلویزیونی بازی تاج و تخت و بیست و پنجمین قسمت از این سریال در کل است. کارگردانی این قسمت بر عهده الکس گریوز و نویسندگی آن با برایان کوگمن بود. این قسمت در تاریخ ۲۸ آوریل ۲۰۱۳ توسط اچ بی او پخش شد.

## داستان

### در Dragonstone
استنیس وقتی همسرش ملکه سلیس، خیانت خود را به عنوان خدمت به پروردگار نور تشویق می‌کند، شگفت زده می‌شود. دختر او، شاهدخت شیرین، با کتاب به پیش داووس در زندان می‌رود؛ او اعتراف می‌کند که بی سواد است و او شروع به آموزش خواندن می‌کند.

### در ریورلندز
گندری به آریا می‌گوید که قصد دارد در کنار انجمن برادری به عنوان یک آهنگر بماند.

### در ریوران
مارتین و ویلم لنیستر که اسیر شده‌اند توسط لرد کاراستارک و افرادش به قتل می‌رسند. تالیسا، کتیلن و ادمور تلاش می‌کنند راب را قانع کنند که لرد کاراستارک را به خاطر جرمش زندانی کند ولی راب شخصاً او را اعدام می‌کند و به تبع حمایت خاندان کاراستارک را از دست می‌دهد.

### در شمال دیوار
جان به اورل و تورموند دروغ می‌گوید که هزاران مرد از دیوار محافظت می‌کنند. ایگریت شمشیر جان را می‌دزدد و او را به غاری می‌کشاند، جایی که او را متقاعد می‌کند که سوگندهایی که برای نگهبان شب شدن خورده را بشکند و با او معاشقه کند.

### در خلیج بردگان
دنریس کرم خاکستری را به عنوان رهبر آنسالیدهای خود انتخاب می‌کنند.

### در مقر پادشاهی
تایوین به تیریون و سرسی نقشه خود برای نابود کردن طرح خاندان تایرل را با عروسی تیریون با سانسا و سرسی با لوراس می‌گوید که هر دو مخالفت می‌کنند ولی تایوین به مخالفت آنها اهمیتی نمی‌دهد.